# Hrabstwo Kimble

Piramida wieku hrabstwa

Hrabstwo Kimble – hrabstwo położone w USA, w stanie Teksas, na Płaskowyżu Edwardsa. Utworzone w 1858 r. Według danych z 2023 liczy 4442 mieszkańców. Siedzibą i jedynym miastem hrabstwa jest Junction.

## Sąsiednie hrabstwa
- Hrabstwo Menard (północ)
- Hrabstwo Mason (północny wschód)
- Hrabstwo Gillespie (wschód)
- Hrabstwo Kerr (południowy wschód)
- Hrabstwo Edwards (południowy zachód)
- Hrabstwo Sutton (zachód)
- Hrabstwo Schleicher (północny zachód)

## Gospodarka
87% areału hrabstwa zajmują pastwiska, 5% uprawy i 7% to obszary leśne. Głównymi produktami rolnymi hrabstwa, są: bydło, kozy mięsne i kozy angorskie. Chociaż hrabstwo przoduje w kraju pod względem hodowli kóz, jego dochody z rolnictwa należą do najniższych w Teksasie. Pewną rolę odgrywa turystyka.

## Ludność
Według danych pięcioletnich z 2023 roku, mieszkańcy deklarowali głównie pochodzenie meksykańskie (24,2%), niemieckie (22,8%), irlandzkie (15%), angielskie (11,9%), francuskie (5,1%) i „amerykańskie” (5%).